# Alex Tamm
Alex Tamm (Tallin, 24 de julio de 2001) es un futbolista estonio que juega en la demarcación de delantero para el N. K. Olimpija Ljubljana de la Primera Liga de Eslovenia.

## Selección nacional
Tras jugar en varias categorías inferiores, finalmente hizo su debut con la selección de fútbol de Estonia en un partido amistoso contra Islandia que finalizó con un resultado de empate a uno tras el gol de Sergei Zenjov para Estonia, y de Andri Guðjohnsen para Islandia.

## Clubes
| Club                     | País      | Año       | Partidos | Goles |
| ------------------------ | --------- | --------- | -------- | ----- |
| JK Nõmme Kalju III       | Estonia   | 2017      | 13       | 9     |
| JK Nõmme Kalju           | Estonia   | 2018      | 14       | 7     |
| JK Nõmme Kalju II        | Estonia   | 2018      | 39       | 19    |
| JK Nõmme Kalju           | Estonia   | 2019-2025 | 156      | 78    |
| N. K. Olimpija Ljubljana | Eslovenia | 2025-     | 15       | 6     |

## Palmarés

### Títulos nacionales
| Título                    | Club                     | País      | Año  |
| ------------------------- | ------------------------ | --------- | ---- |
| Meistriliiga              | JK Nõmme Kalju           | Estonia   | 2018 |
| Supercopa de Estonia      | JK Nõmme Kalju           | Estonia   | 2019 |
| Primera Liga de Eslovenia | N. K. Olimpija Ljubljana | Eslovenia | 2025 |